# Formentera del Segura
Pour les articles homonymes, voir Segura (homonymie).
Formentera del Segura (en castillan et en valencien) est une commune d'Espagne de la province d'Alicante dans la Communauté valencienne. Elle est située dans la comarque de la Vega Baja del Segura et dans la zone à prédominance linguistique valencienne.

## Géographie

Localisation de Formentera del Segura
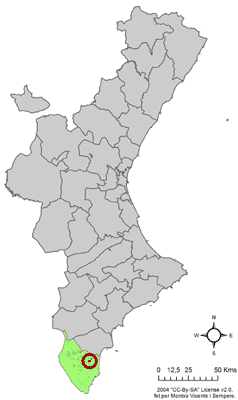
dans la Communauté valencienne.
dans la comarque de la Vega Baja del Segura.